# 東慶悟
東 慶悟（ひがし けいご、1990年7月20日 - ）は、福岡県北九州市若松区出身のプロサッカー選手。Jリーグ・FC東京所属。ポジションはミッドフィールダー、フォワード。元日本代表。

## 来歴

### プロ入り前
兄の影響で6歳（小学1年生）の時にサッカーを始める。中学校のコーチが大分トリニータスタッフの立石敬之の甥であり、同クラブを見学する機会を得て好印象を抱く。
当時は周囲とのレベル差もあって王様然としたプレースタイルが身に付いており、中学3年生時にU-15高円宮杯県予選でアビスパ福岡U-15に大敗したことを機に、高レベルの環境を求めてJリーグクラブのアカデミー入りを決心。
2006年より大分トリニータU-18へ加入。同期に清武功暉、岸田和人、岸田翔平など。大きな環境の変化の中、オフ・ザ・ボールの動きの重要性を実感して意識を改め、練習に励んだ。

### 大分トリニータ
2009年、U-18からトップチームへ昇格。同年途中から指揮を執ったランコ・ポポヴィッチの下で、ボランチからトップ下やウイングなどの攻撃的なポジションに移されると、高卒ルーキーながら23試合に出場した。J1第20節名古屋戦でプロ初得点を記録。スコア1-1の試合終了間際、金崎夢生からのパスを浮かせて、GK楢﨑正剛の横を抜くという劇的な決勝弾だった。2010年には、主力のほとんどが移籍した大分の中心選手として、J2で6得点を記録。U-21日本代表としても2010年アジア競技大会に出場し、日本の金メダル獲得に大きく貢献した。

### 大宮アルディージャ
2011年に大宮アルディージャへ完全移籍。同年、アルベルト・ザッケローニが指揮を執るA代表候補に初選出された。U-22/U-23日本代表としてもロンドンオリンピックのアジア2次予選及び最終予選の全8試合に先発出場し、予選突破に貢献。本大会でも背番号10を背負い、落ち着いたボール保持とFW永井謙佑の周囲のスペースを効果的に使う起点となるプレーで ベスト4入りを果たした。
大宮ではクラブの象徴的存在だった藤本主税からポジションを奪取。トップ下やサイドハーフを務めたものの、ボールを貰うため後方に下がらざるを得ず、守備の負担もあって、ゴール前でのチャンスメイクに専心できない場面もあった。大宮からの契約延長オファーを固辞し、2012年限りで退団。

### FC東京
鹿島、柏、C大阪などが獲得に動く中、恩師ポポヴィッチが監督を務め、梶山陽平の後釜を求めるFC東京が獲得に成功。加入早々にして東京のパスサッカーにフィットし、攻撃をリード。巧みな動き出しでスペースを作り FWを活かした。
2013年5月、複数のポジションでプレーでき、ゴールへ向かう積極性を評価され、キリンチャレンジカップ及びワールドカップアジア最終予選に臨む日本代表に初めて選出された。
2014年はポジションを3ボランチの一角、インサイドハーフへと下げ、守備にも奔走。
2015年の終盤戦からはFWに入り、クラブのJ1通算700得点目を記録するなど、攻撃を牽引した。同年9月5日に一般女性と入籍。
2016年は副将を務める。2月9日、ACLプレーオフチョンブリー戦で得点を挙げ、第1子誕生を祝うゆりかごダンスを披露。同年8月からの篠田善之体制下では、久々に本職のトップ下に 固定され、攻撃を活性化。通年のスルーパス数ではチーム最多を記録した。
2017年7月2日、第17節のセレッソ大阪戦でJ1通算200試合出場を達成した。
2019年より背番号を10番に変更し、更にはキャプテンに就任した。
2020年、2月8日のトレーニング中に左目を負傷し、一旦戦線から離脱。復帰後の7月22日、J1第6節札幌戦の試合中に足を痛め途中交代となったが、右足第5中骨骨折と診断され手術を受け、復帰まで全治3-4ヵ月と発表されるなど負傷が続いた。
2023年8月12日、第23節の京都サンガ戦で2019年3月2日の第2節湘南ベルマーレ戦以来1624日ぶりのゴールを決めた。

## 所属クラブ
- 深町サッカークラブ（北九州市立深町小学校[2]）
- 2003年 - 2005年 北九州市立若松中学校[3]
- 2006年 - 2008年 大分トリニータU-18（大分東明高校[3]）
- 2009年 - 2010年  大分トリニータ
- 2011年 - 2012年  大宮アルディージャ
- 2013年 -  FC東京

## 個人成績
| 国内大会個人成績 | 国内大会個人成績 | 国内大会個人成績 | 国内大会個人成績 | 国内大会個人成績 | 国内大会個人成績 | 国内大会個人成績 | 国内大会個人成績 | 国内大会個人成績 | 国内大会個人成績 | 国内大会個人成績 | 国内大会個人成績 |
| 年度             | クラブ           | 背番号           | リーグ           | リーグ戦         | リーグ戦         | リーグ杯         | リーグ杯         | オープン杯       | オープン杯       | 期間通算         | 期間通算         |
| 年度             | クラブ           | 背番号           | リーグ           | 出場             | 得点             | 出場             | 得点             | 出場             | 得点             | 出場             | 得点             |
| 日本             | 日本             | 日本             | 日本             | リーグ戦         | リーグ戦         | リーグ杯         | リーグ杯         | 天皇杯           | 天皇杯           | 期間通算         | 期間通算         |
| ---------------- | ---------------- | ---------------- | ---------------- | ---------------- | ---------------- | ---------------- | ---------------- | ---------------- | ---------------- | ---------------- | ---------------- |
| 2007             | 大分U-18         | 22               | -                | -                | -                | -                | -                | 1                | 0                | 1                | 0                |
| 2009             | 大分             | 21               | J1               | 23               | 2                | 3                | 0                | 2                | 1                | 28               | 3                |
| 2010             | 大分             | 8                | J2               | 29               | 6                | -                | -                | 2                | 1                | 31               | 7                |
| 2011             | 大宮             | 8                | J1               | 27               | 8                | 1                | 0                | 1                | 0                | 29               | 8                |
| 2012             | 大宮             | 8                | J1               | 26               | 1                | 3                | 0                | 3                | 2                | 32               | 3                |
| 2013             | FC東京           | 38               | J1               | 32               | 2                | 6                | 1                | 5                | 0                | 43               | 3                |
| 2014             | FC東京           | 38               | J1               | 23               | 1                | 5                | 0                | 0                | 0                | 28               | 1                |
| 2015             | FC東京           | 38               | J1               | 25               | 4                | 8                | 1                | 2                | 1                | 35               | 6                |
| 2016             | FC東京           | 38               | J1               | 28               | 2                | 4                | 1                | 1                | 0                | 33               | 3                |
| 2017             | FC東京           | 38               | J1               | 30               | 1                | 4                | 0                | 0                | 0                | 34               | 1                |
| 2018             | FC東京           | 38               | J1               | 34               | 4                | 2                | 0                | 3                | 1                | 39               | 5                |
| 2019             | FC東京           | 10               | J1               | 34               | 1                | 5                | 0                | 0                | 0                | 39               | 1                |
| 2020             | FC東京           | 10               | J1               | 7                | 0                | 1                | 0                | -                | -                | 8                | 0                |
| 2021             | FC東京           | 10               | J1               | 35               | 0                | 9                | 1                | 1                | 0                | 45               | 1                |
| 2022             | FC東京           | 10               | J1               | 24               | 0                | 5                | 0                | 2                | 0                | 31               | 0                |
| 2023             | FC東京           | 10               | J1               | 30               | 1                | 7                | 0                | 3                | 0                | 40               | 1                |
| 2024             | FC東京           | 10               | J1               | 14               | 1                | 2                | 0                | 2                | 1                | 18               | 2                |
| 通算             | 日本             | 日本             | J1               | 392              | 28               | 65               | 4                | 25               | 6                | 482              | 38               |
| 通算             | 日本             | 日本             | J2               | 29               | 6                | -                | -                | 2                | 1                | 31               | 7                |
| 通算             | 日本             | 日本             | 他               | -                | -                | -                | -                | 1                | 0                | 1                | 0                |
| 総通算           | 総通算           | 総通算           | 総通算           | 421              | 35               | 65               | 4                | 28               | 7                | 514              | 45               |

| 国際大会個人成績 | 国際大会個人成績 | 国際大会個人成績 | 国際大会個人成績 | 国際大会個人成績 |
| 年度             | クラブ           | 背番号           | 出場             | 得点             |
| AFC              | AFC              | AFC              | ACL              | ACL              |
| ---------------- | ---------------- | ---------------- | ---------------- | ---------------- |
| 2016             | FC東京           | 38               | 6                | 0                |
| 2020             | FC東京           | 10               | 6                | 0                |
| 通算             | AFC              | AFC              | 12               | 0                |

その他の国際公式戦
- 2009年
  - スルガ銀行チャンピオンシップ 1試合1得点
- 2016年
  - AFCチャンピオンズリーグ2016・プレーオフ 1試合1得点
- 2020年
  - AFCチャンピオンズリーグ2020・プレーオフ 1試合0得点

出場歴
- 2009年4月4日：Jリーグ初出場 - J1第04節 vs浦和レッドダイヤモンズ（埼玉）[14]
- 2009年8月1日：Jリーグ初得点 - J1第20節 vs名古屋グランパス（九石ド）[14]
- 2013年9月14日：J1・100試合出場 - J1第25節 vs浦和レッドダイヤモンズ（国立）

## タイトル

### クラブ
FC東京
- Jリーグカップ：1回（2020年）

## 代表歴
- U-16日本代表
  - 2006年 - U-17イラン国際親善トーナメント（4位）
- U-21日本代表
  - 2010年 - 第16回アジア競技大会（優勝）
- U-22日本代表
  - 2011年 - ロンドンオリンピックアジア2次予選
  - 2011年 - ロンドンオリンピックアジア最終予選
- U-23日本代表
  - 2012年 - ロンドンオリンピックアジア最終予選
  - 2012年 - トゥーロン国際大会（GL敗退）
  - 2012年 - ロンドンオリンピック（4位）
- 日本代表
  - 2011年 - 候補合宿[19]、2014 FIFAワールドカップ・アジア予選予備登録[43]
  - 2013年 - キリンチャレンジカップ、2014 FIFAワールドカップ・アジア4次予選[4]